# Badhni Kalan
Badhni Kalan là một thị xã và là một nagar panchayat của quận Moga thuộc bang Punjab, Ấn Độ.

## Nhân khẩu
Theo điều tra dân số năm 2001 của Ấn Độ, Badhni Kalan có dân số 6373 người. Phái nam chiếm 52% tổng số dân và phái nữ chiếm 48%. Badhni Kalan có tỷ lệ 58% biết đọc biết viết, thấp hơn tỷ lệ trung bình toàn quốc là 59,5%: tỷ lệ cho phái nam là 59%, và tỷ lệ cho phái nữ là 57%. Tại Badhni Kalan, 11% dân số nhỏ hơn 6 tuổi.